# Гребля на байдарках и каноэ на Европейских играх 2019
Соревнования по гребле на байдарках и каноэ на Европейских играх 2019 года прошли в городе Заславль Минской области с 25 по 27 июня на гребном канале. Были разыграны 16 комплектов наград. В соревнованиях приняли участие 350 спортсменов.
Успешнее всего выступили белорусские (5 золотых наград) и венгерские (4 золота) спортсмены. Ни одной другой стране не удалось выиграть более одной золотой награды.

## Медали

### Мужчины
| Дисциплина                | Золото                                                                     | Серебро                                                            | Бронза                                                          |
| ------------------------- | -------------------------------------------------------------------------- | ------------------------------------------------------------------ | --------------------------------------------------------------- |
| Байдарки-одиночки, 200 м  | Максим Бомон · Франция                                                     | Балаж Биркаш · Венгрия                                             | Дмитрий Третьяков · Беларусь                                    |
| Байдарки-одиночки, 1000 м | Балинт Копас · Венгрия                                                     | Фернанду Пимента · Португалия                                      | Олег Юреня · Беларусь                                           |
| Байдарки-одиночки, 5000 м | Балинт Копас · Венгрия                                                     | Фернанду Пимента · Португалия                                      | Макс Хофф · Германия                                            |
| Байдарки-двойки, 1000 м   | Германия · Макс Хофф · Якоб Шопф                                           | Украина · Александр Сыромятников · Олег Кухарик                    | Россия · Владислав Литовка · Роман Аношкин                      |
| Байдарки-четвёрки, 500 м  | Россия · Артём Кузахметов · Александр Сергеев · Олег Гусев · Виталий Ершов | Германия · Макс Рендшмидт · Рональд Рауэ · Том Либшер · Макс Лемке | Словакия · Самуэль Балаж · Эрик Влчек · Чаба Залка · Адам Ботек |
| Каноэ-одиночки, 200 м     | Артём Козырь · Беларусь                                                    | Николаэ Крачун · Италия                                            | Альфонсо Бенавидес · Испания                                    |
| Каноэ-одиночки, 1000 м    | Томаш Качор · Польша                                                       | Кирилл Шамшурин · Россия                                           | Себастьян Брендель · Германия                                   |
| Каноэ-двойки, 1000 м      | Румыния · Каталин Кирила · Виктор Михалачи                                 | Украина · Юрий Вандюк · Андрей Рыбачок                             | Россия · Кирилл Шамшурин · Илья Первухин                        |

### Женщины
| Дисциплина                | Золото                                                              | Серебро                                                                            | Бронза                                                                             |
| ------------------------- | ------------------------------------------------------------------- | ---------------------------------------------------------------------------------- | ---------------------------------------------------------------------------------- |
| Байдарки-одиночки, 200 м  | Эмма Йёргенсен · Дания                                              | Данута Козак · Венгрия                                                             | Марта Вальчикевич · Польша                                                         |
| Байдарки-одиночки, 500 м  | Ольга Худзенко · Беларусь                                           | Данута Козак · Венгрия                                                             | Эмма Йёргенсен · Дания                                                             |
| Байдарки-одиночки, 5000 м | Марина Литвинчук · Беларусь                                         | Дора Бодоньи · Венгрия                                                             | Марианна Петрушова · Словакия                                                      |
| Байдарки-двойки, 200 м    | Украина · Мария Повх · Людмила Куклиновская                         | Германия · Франциска Джон · Тина Дитце                                             | Беларусь · Ольга Худзенко · Марина Литвинчук                                       |
| Байдарки-двойки, 500 м    | Беларусь · Ольга Худзенко · Марина Литвинчук                        | Венгрия · Анна Карас · Данута Козак                                                | Россия · Кира Степанова · Анастасия Панченко                                       |
| Байдарки-четвёрки, 500 м  | Венгрия · Анна Карас · Данута Козак · Тамара Чипеш · Эрика Медвецки | Беларусь · Ольга Худзенко · Марина Литвинчук · Надежда Лепешко · Маргарита Махнёва | Польша · Каролина Ная · Катаржина Колодзейчик · Анна Пулавская · Хелена Висневская |
| Каноэ-одиночки, 200 м     | Алёна Ноздрёва · Беларусь                                           | Лиза Ян · Германия                                                                 | Дорота Боровская · Польша                                                          |
| Каноэ-двойки, 500 м       | Венгрия · Вираг Балла · Кинчё Такач                                 | Беларусь · Надежда Макарченко · Ольга Климова                                      | Россия · Ксения Курач · Олеся Ромасенко                                            |

### Общий зачёт
| Общее количество медалей |            |        |         |        |       |
| Место                    | Страна     | Золото | Серебро | Бронза | Всего |
| 1                        | Беларусь   | 5      | 2       | 3      | 10    |
| 2                        | Венгрия    | 4      | 5       | 0      | 9     |
| 3                        | Германия   | 1      | 3       | 2      | 6     |
| 4                        | Украина    | 1      | 2       | 0      | 3     |
| 5                        | Россия     | 1      | 1       | 4      | 6     |
| 6                        | Польша     | 1      | 0       | 3      | 4     |
| 7                        | Дания      | 1      | 0       | 1      | 2     |
| 8                        | Румыния    | 1      | 0       | 0      | 1     |
| 9                        | Франция    | 1      | 0       | 0      | 1     |
| 10                       | Португалия | 0      | 2       | 0      | 2     |
| 11                       | Италия     | 0      | 1       | 0      | 1     |
| 12                       | Словакия   | 0      | 0       | 2      | 2     |
| 13                       | Испания    | 0      | 0       | 1      | 1     |
| -                        | Всего      | 16     | 16      | 16     | 48    |

## Календарь
| ЦО | Церемония открытия | ● | Квалификации | 2 | Финалы соревнований | ЦЗ | Церемония закрытия |

| Июнь                        | Июнь                        | 21 Пт | 22 Сб | 23 Вс | 24 Пн | 25 Вт | 26 Ср | 27 Чт | 28 Пт | 29 Сб | 30 Вс | Медали |
| --------------------------- | --------------------------- | ----- | ----- | ----- | ----- | ----- | ----- | ----- | ----- | ----- | ----- | ------ |
| Гребля на байдарках и каноэ | Гребля на байдарках и каноэ |       |       |       |       | ●     | 5     | 11    |       |       |       | 16     |